# Ganggrab von Berg

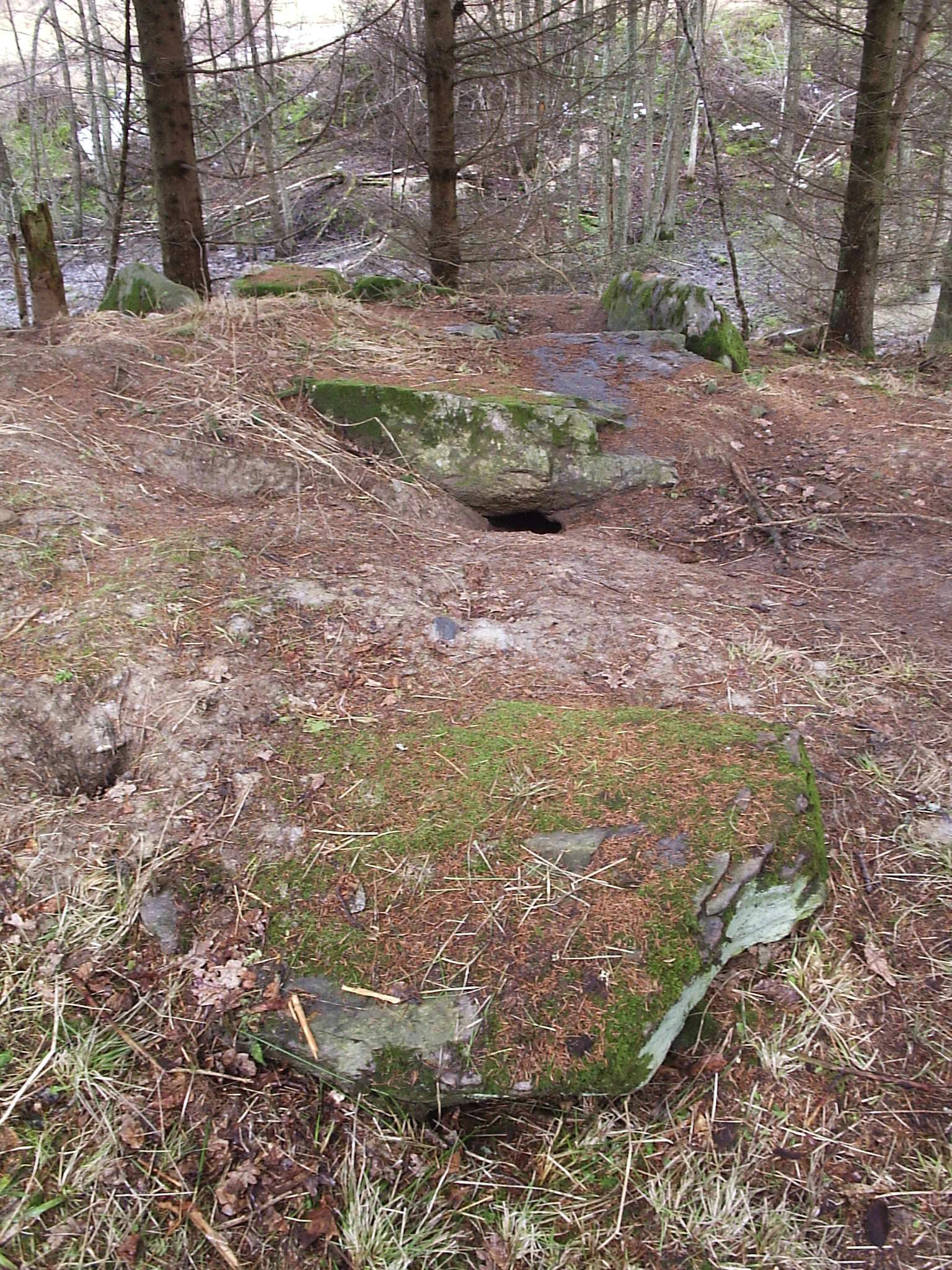
Sicht auf den Zugang

Das bereits 1887 untersuchte Ganggrab von Berg (auch Bokenäs 4 genannt) im Kirchspiel Bokenäs liegt in der Provinz Bohuslän in Schweden. Es entstand zwischen 3500 und 2800 v. Chr. als Megalithanlage der Trichterbecherkultur (TBK). Das Ganggrab ist eine Bauform jungsteinzeitlicher Megalithanlagen, die aus einer Kammer und einem baulich abgesetzten, lateralen Gang besteht. Diese Form ist primär in Dänemark, Deutschland und Skandinavien, sowie vereinzelt in Frankreich und den Niederlanden zu finden. 

## Beschreibung
Das West-Ost orientierte Ganggrab (schwedisch Ganggrift) liegt in einem niedrigen Erdhügel von etwa 16 m Durchmesser, in dessen Südhälfte die etwa vier Meter lange ovale Kammer liegt. Wie der nach Süden gerichtete Gang ist auch die Kammer aus hochkant gestellten, die Anlagen Bohusläns kennzeichnenden Steinplatten, erbaut. Die Kammer hat elf Trag- und drei weit überkragende Decksteine (schwedisch takhällen), die alle in situ erhalten sind. Der leicht außermittig ansetzende Gang besteht aus neun Tragsteinen und zwei (von einst drei) Deckenplatten. Im Gang gibt es zwei Türfassungen aus Stein; hier waren offensichtlich ursprünglich Verschlussplatten angebracht und ein Schwellenstein. Neben der Gangmündung befinden sich Reste der ehemaligen Hügeleinfassung. Die Zwischenräume der Steine in Kammer und Gang sind mit Trockenmauerwerk gefüllt.

## Bilder

Ganggrab von Berg
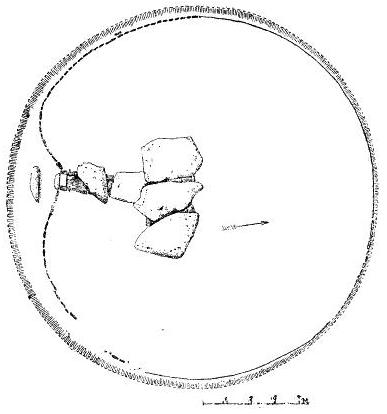
Hügel
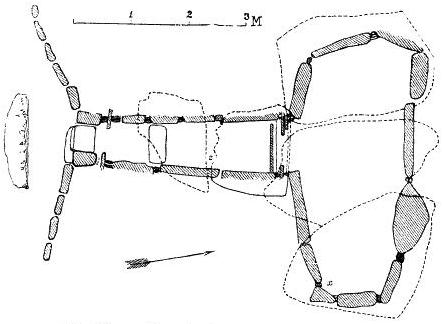
Grundriss der Kammer
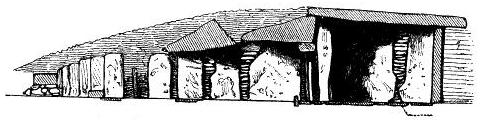
Querschnitt des Zugangs
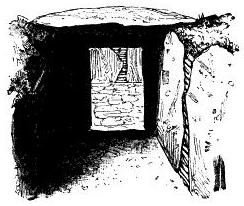
Ansicht Zugang (innen)
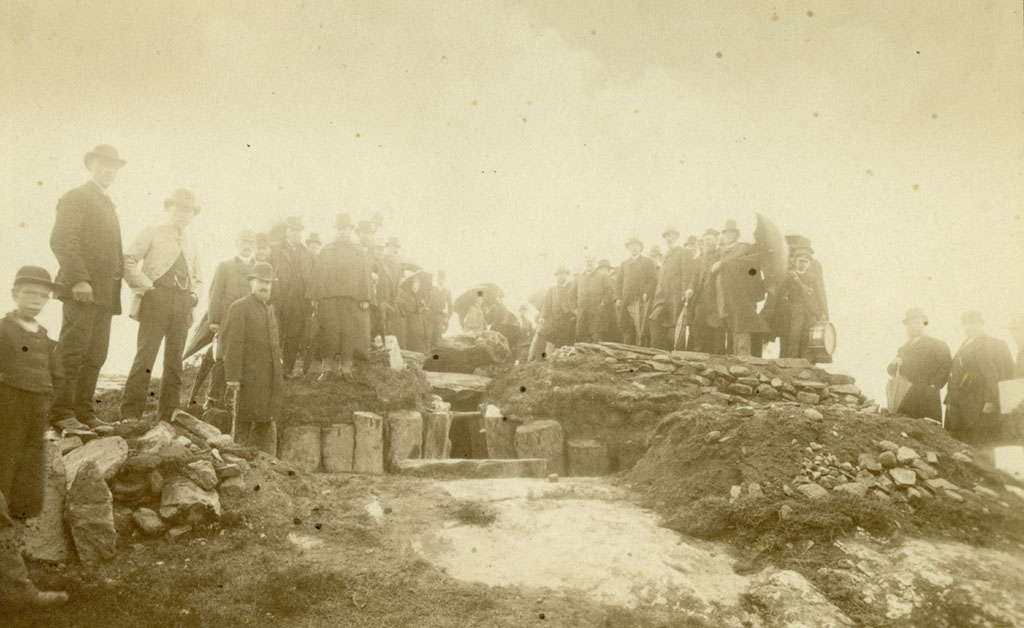
Ausgrabung 1887

## Kontext
Die Ganggräber im Bohuslän haben meist verhältnismäßig kleine runde oder polygonale Kammern mit nur zwei bis drei Meter innerem Durchmesser und nur einem Deckstein. Der Gang kann fünf bis sechs Meter lang sein. Es kommen jedoch auch Ganggräber mit wesentlich größerer ovaler Kammer vor, die innen bis zu sechs Meter lang und zwischen 1,5 und 2,5 m breit sind. Rechteckige Kammern kommen dagegen selten vor. Manche Megalithanlagen haben einen dreieckigen, spitzwinkeligen Zugang von der Form, wie er bei einem Teil der Dolmen in der Provinz vorkommt.